# Feria de Sanlúcar de Barrameda

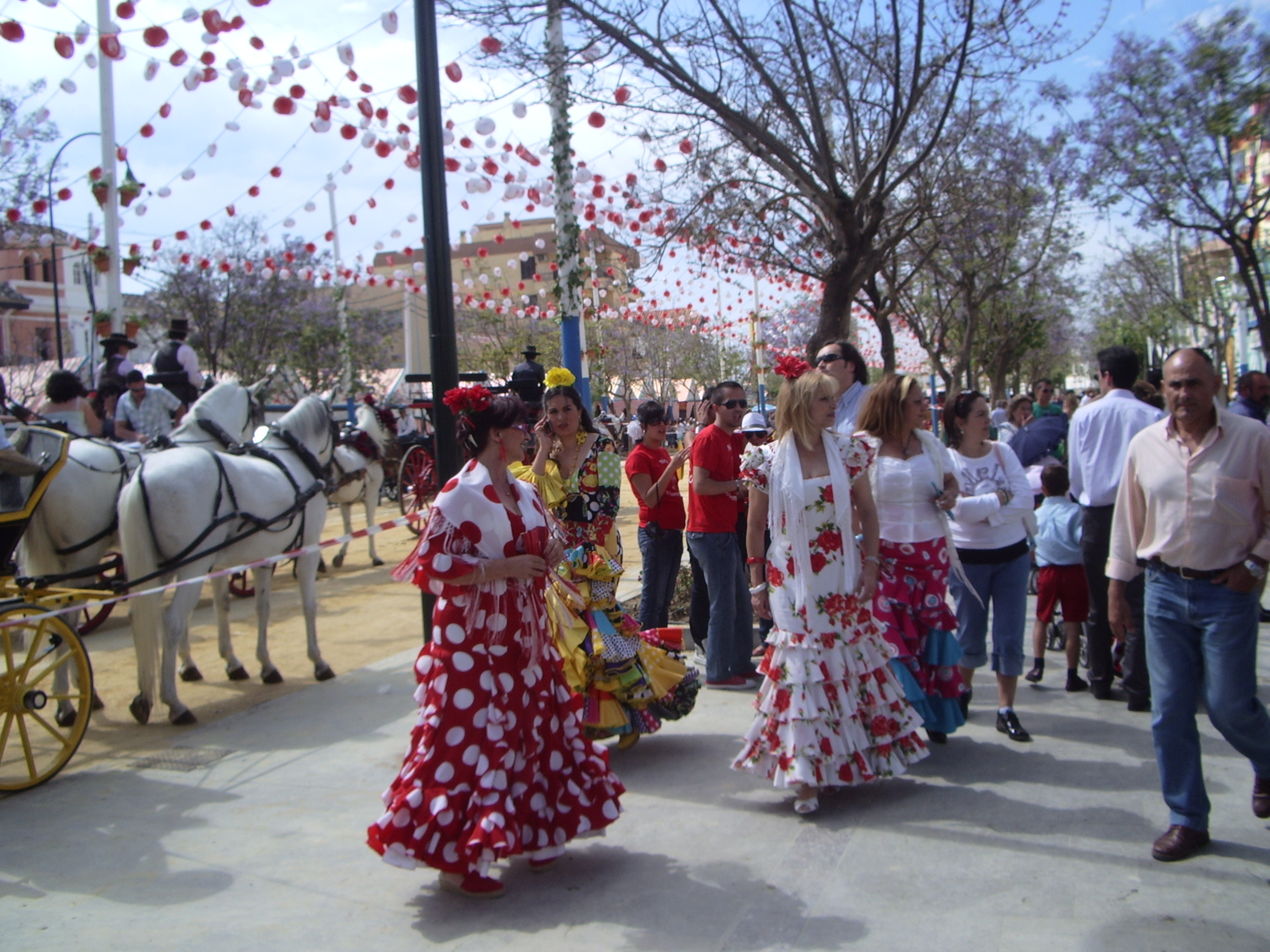
Feria de la Manzanilla, Sanlúcar de Barrameda, mayo de 2009.

La Feria de la Manzanilla, o simplemente la Feria de Sanlúcar, es una fiesta que se celebra anualmente la ciudad española de Sanlúcar de Barrameda. Su nombre se refiere a la manzanilla con su propia denominación de origen (Manzanilla de Sanlúcar) que se cría exclusivamente en esta ciudad. La feria tiene lugar durante cinco días consecutivos, que van desde un miércoles hasta un domingo, durante la segunda quincena de mayo o la primera quincena de junio, dependiendo de la fecha de celebración de la Romería de El Rocío. Se trata de una feria de marcado carácter andaluz dedicada al vino, con todos los elementos tradicionales y con corridas de toros. Su orígenes más cercanos se remontan a la Velá de la Divina Pastora, y más remotamente a las Vendejas de Sanlúcar, iniciadas durante la Edad Media.